# Norwood (Karolina Północna)
Norwood – miasto w Stanach Zjednoczonych, w stanie Karolina Północna, w hrabstwie Stanly.